# リチャード・バクストン (植物学者)

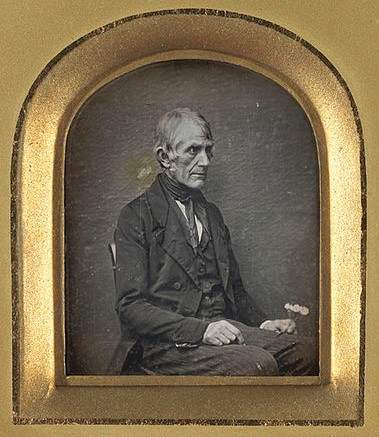
リチャード・バクストン

リチャード・バクストン（Richard Buxton、1786年1月15日 – 1865年1月2日）は、イギリスの靴職人、アマチュア植物学者である。独学の植物学者でマンチェスター労働者植物協会（Manchester Working Men's Botanical Society）の会長を務めた。

## 略歴
ランカシャーのプレストウィッチ教区の農民の家に生まれた。2歳の時父親は農園を離れ、マンチェスターで労働者となった。バクストンは病弱で、父親は貧しかったので教育を受けることが出来ず、野原で野草を摘むなどして過ごす少年であった。12歳の時、マンチェスターで子供靴の職人の見習いとなった。16歳まで読み書きができなかったが、"The Common Spelling Book"で読み書きを自習し、正しい発音を学ぶために "Jones Pronouncing Dictionary"を入手した。"A History of England" や Goldsmith's History of Greece and Romeを読むようになった。仕事は繁盛し、朝の6時から夜の9時まで働いたが余暇は読書に費やした。
18歳の時、最初の雇い主、ジェームズ・ヒープと働くようになり、ヒープは余暇にバクストンを、ハーブの採集に連れ出した。しばしば2人が知らない植物があったので、バクストンは何冊かのハーブの本を入手して読んだが、その内容に満足できなくなっていった。1808年にMeyrick's Herbalを購入し、リンネの分類法を学んだ。植物に関する本をできるだけ、買ったり借りたりして読むようになった。植物を採集して、乾燥標本を作ることは好まず、友人と植物の観察記録をつくることを楽しんだ。「植物学の研究はお金にならないけれど、自分の健康に有益で、幸福な気持ちにしてくれる」と書いた。1926年にプレストウィッチ植物協会の会長であり、植物鑑賞会を主催する織物業者のホースフィールド（John Horsefield）と知り合い、しばしば植物観察旅行に参加するようになった。当時、ランカシャーの労働者階級にもアマチュア博物学者が増え、多くの地方の同好会が作られていた。ホースフィールドはバクストンを地方の植物学者たちに紹介し、その年何度も観察旅行を行った。しばらく植物学から遠ざかった後、1833年にまた植物同好会に定期的に参加するようになり、同じ労働者階級の植物学者でヨークシャーでアツモリソウを発見したクローサー（James Crowther）と知り合い、親友となり、イギリス各地のフィールドワークを行った。クローサーらと1840年にウッド（John Bland Wood）が編集して出版された「マンチェスターの植物」（"Flora Mancuniensis"）に協力し、コケ類の専門家として知られるようになった。キューガーデンの園長、ウィリアム・ジャクソン・フッカーにその能力を認められ、キューガーデンの標本館の助手として働くことを望まれたが実現しなかった。フッカーからは多くの植物書を贈られた。マンチェスター労働者植物協会（Manchester Working Men's Botanical Society）の会長に任じられた。
62歳になった1849年に地方の植物学者の協力を得て、著書、"A Botanical Guide to the Flowering Plants, Ferns, Mosses and Algæ, Found Indigenous Within Sixteen Miles of Manchester"を出版した。出版の資金は地質学者のビニー（Edward William Binney）が準備した。マンチェスター地方の植物が網羅されて記述された。1959年に第2版が出版されるが、同年に出版されたグリンドン（Leopold Hartley Grindon）の"Manchester Flora" が出版されたこともあって、経済的な成功は得られなかった。